# NGC 687
NGC 687 је лентикуларна галаксија у сазвежђу Андромеда која се налази на NGC листи објеката дубоког неба.
Деклинација објекта је + 36° 22' 15" а ректасцензија 1h 50m 33,2s. Привидна величина (магнитуда) објекта NGC 687 износи 12,3 а фотографска магнитуда 13,3. Налази се на удаљености од 54,497 милиона парсека од Сунца. NGC 687 је још познат и под ознакама UGC 1298, MCG 6-5-14, CGCG 522-17, PGC 6782.